# William Read Scurry
William Read Scurry (Gallatin (Tennessee), 10 februari 1821 – 30 april 1864) was een Amerikaanse advocaat, politicus  en militair. Hij nam deel aan de Mexicaans-Amerikaanse Oorlog en was generaal tijdens de Amerikaanse Burgeroorlog aan de zijde van de Geconfedereerde Staten van Amerika. 

## Vroege jaren
Scurry werd geboren op 10 februari 1821 in Gallatin (Tennessee). Op 18-jarige leeftijd verhuisde hij naar Texas om rechten te studeerden. Hij zetelde kort in het Amerikaanse Huis van Afgevaardigden waar hij een sterk voorstander was van de annexatie van de Republiek Texas door de Verenigde Staten van Amerika. Hij nam dienst als gewoon soldaat om mee te vechten in de Mexicaans-Amerikaanse Oorlog. In juli 1846 was hij al opgeklommen tot de rang van majoor. Hij huwde op 17 december 1847 met Janette B. Sutton. Na de oorlog was Scurry werkzaam als advocaat in Clinton (Texas). Hij was ook eigenaar en redacteur van de Austin State Gazette. In 1856 was hij lid van de Democratische conventie en in 1861 van de Secession Convention waarbij Texas uit de Unie stapte.

## Amerikaanse Burgeroorlog
Na het uitbreken van de Amerikaanse Burgeroorlog werd Scurry in juli 1861 benoemd tot luitenant-kolonel in de 4th Texas Cavalry. Zijn regiment maakte deel uit van het Army of New Mexico dat brigadegeneraal Henry Hopkins Sibley inzette voor zijn Veldtocht in New Mexico. Scurry onderscheidde zichzelf tijdens de Slag bij Valverde tussen 21 en 22 februari 1862 en speelde een maand later een belangrijke rol in de Slag bij Glorieta Pass en de daaropvolgende terugtocht van Sibleys strijdkrachten. Op 28 maart 1862 werd hij bevorderd tot kolonel. Enkele maanden later, op 12 september 1862, werd hij bevorderd tot brigadegeneraal. Samen met andere veteranen van de veldtocht in New Mexico, zoals Thomas Green, heroverden ze op 1 januari 1863 Galveston (Texas).
In oktober 1863 was Scurry de bevelhebber van de derde brigade in de Texas Division die deel uitmaakte van het Army of Western Louisiana. Zijn brigade nam tijdens de Red Riverveldtocht deel aan de Slag bij Mansfield en de Slag bij Pleasant Hill, beiden in april 1864. Zijn brigade werd daarna overgeplaatst naar Arkansas om het op te nemen tegen de Noordelijke generaal-majoor Frederick Steele die op het punt stond om Texas aan te vallen. Op 30 april 1864 sneuvelde Scurry tijdens de Slag bij Jenkins' Ferry. Scurry werd in mei 1864 begraven op het Texas State Cemetery in Austin (Texas). Scurry County in Texas werd naar hem vernoemd.